# Soma (god)

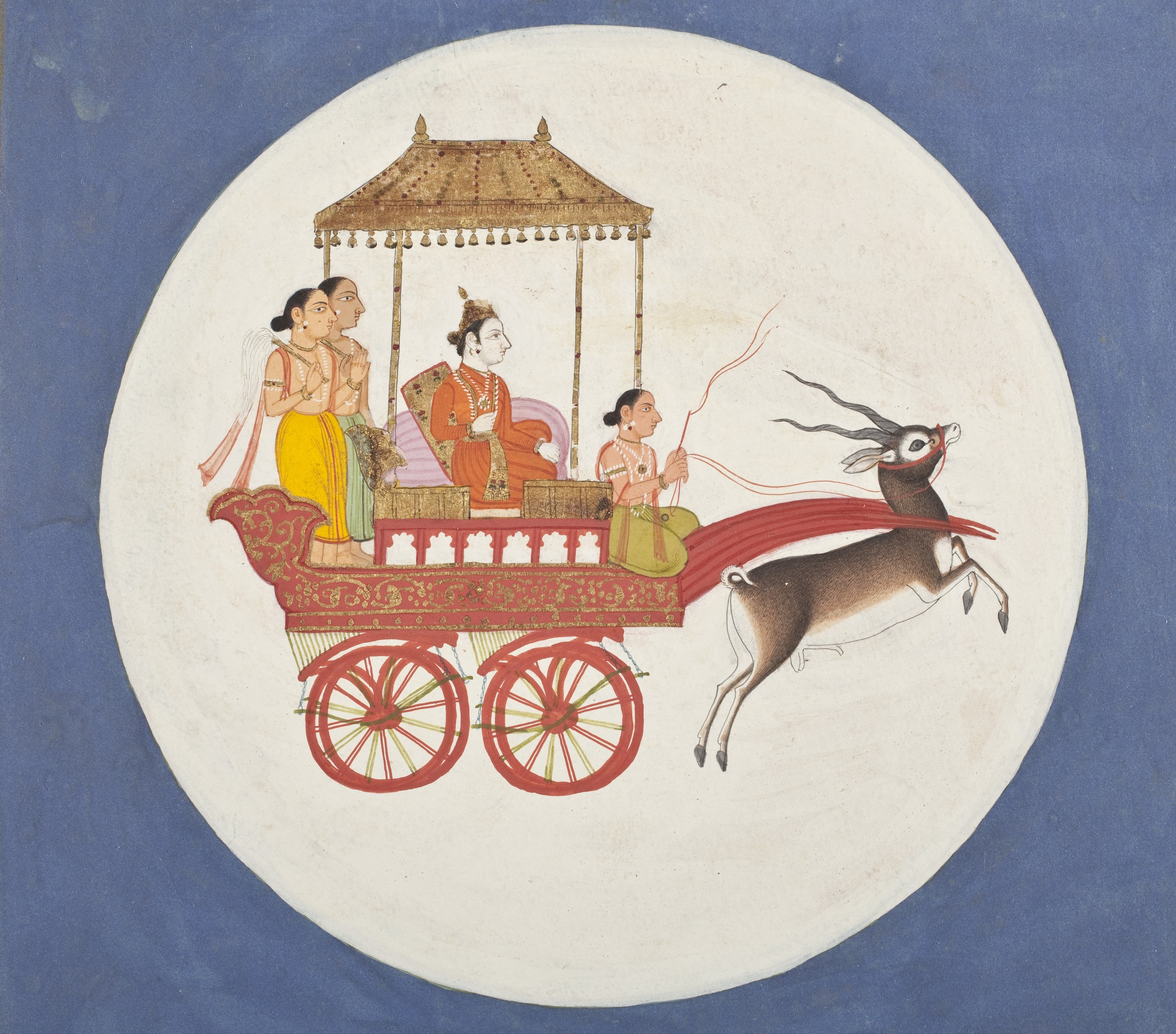
Een 18e-eeuwse afbeelding van Chandra

Chandra (Sanskriet 'schijnend, helder of maan', Soma) is de hindoeïstische god van de maan en wordt geassocieerd met de nacht, planten en vegetatie. Hij is een van de Navagraha (negen planeten van het hindoeïsme) en Dikpala (wachters van de windstreken).
Soma komt als maangod ook voor in het boeddhisme en jaïnisme.
Synoniemen zijn onder meer: Indu (heldere druppel), Atrisuta (zoon van Atri), Shashin of Shachin (gemerkt door een haas), Taradhipa (heer der sterren), Nishakara (nachtmaker), Oshadhipati (heer der kruiden), Uduraj of Udupati (waterheer), Kumudanatha (heer der lotussen) en Udupa (schip).
Er zijn ook andere figuren in de hindoeïstische mythologie met de naam Chandra, waaronder een asura en een Suryavanshi (zonnedynastie) koning. Het is ook een veelvoorkomende (achter)naam.

## Iconografie
Soma heeft verschillende kenmerken in hindoeïstische teksten. Meestal is hij wit van kleur, draagt hij een strijdknots in de hand en rijdt hij in een strijdwagen met drie wielen, getrokken door drie of meer witte paarden.

## Maandag
Soma is de wortel van het woord Somavara (maandag) in de hindoeïstische kalender en is, net zoals in de Grieks-Romeinse en andere Indo-Europese kalenders, aan de maan gewijd.